# گروسبرن
گروسبرن (به آلمانی: Großbeeren) یک شهر در آلمان است که در تلتو-فلمینگ واقع شده‌است. گروسبرن ۷٬۱۴۶ نفر جمعیت دارد.

## خواهرخوانده
شهر Lewin Kłodzki خواهرخواندهٔ گروسبرن هست.